# Wspinaczka sportowa na Zimowych Światowych Wojskowych Igrzyskach Sportowych 2017
Wspinaczka sportowa na 3. Zimowych Światowych Wojskowych Igrzyskach Sportowych – jedna z dyscyplin rozgrywanych podczas zimowych igrzysk wojskowych w pałacu lodowym „Bolszoj” w Soczi w dniach 24 –27 marca 2017. Podczas zawodów wspinaczkowych zawodnicy i zawodniczki rywalizowali w 8 konkurencjach.

## Harmonogram
| Luty 2017           | 23 Cz | 24 Pt | 25 So | 26 Nd | 27 Pn | 28 Wt |
| ------------------- | ----- | ----- | ----- | ----- | ----- | ----- |
| Wspinaczka sportowa |       | E     | 4     | 2     | 2     |       |

Legenda
| E | Eliminacje |  | Finał (ilość) |

## Konkurencje
Kobiety
- prowadzenie, bouldering, klasyczna i wspinaczka na czas

Mężczyźni
- prowadzenie, bouldering, klasyczna i wspinaczka na czas

## Medaliści

### Kobiety

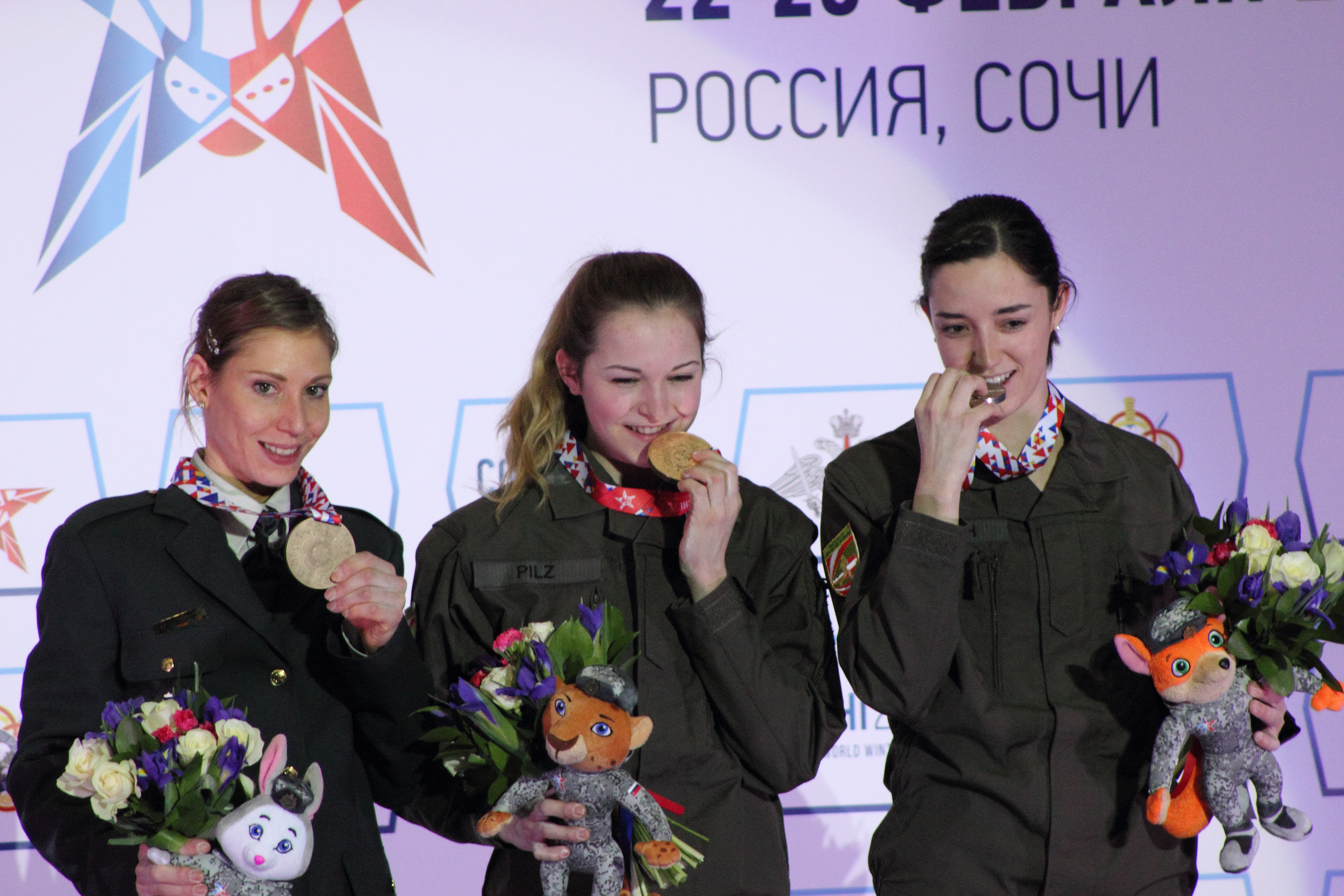
Soczi 2017. Podium w prowadzeniu. Od lewej; Katharina Posch AUT (2 m.). Jessica Pilz AUT (1 m.) i Mina Markovič SLO (3 m.).

| Konkurencja                    | Złoto                  | Srebro                     | Brąz                       |
| prowadzenie szczegóły          | Austria · Jessica Pilz | Austria · Katharina Posch  | Słowenia · Mina Markovič   |
| bouldering szczegóły           | Austria · Jessica Pilz | Rosja · Olga Jakowlewa     | Słowenia · Mina Markovič   |
| wspinaczka klasyczna szczegóły | Rosja · Anna Cyganowa  | Austria · Jessica Pilz     | Rosja · Jewgenija Lapshina |
| wspinaczka na czas szczegóły   | Rosja · Anna Cyganowa  | Francja · Aurélia Sarisson | Rosja · Daria Kan          |

### Mężczyźni

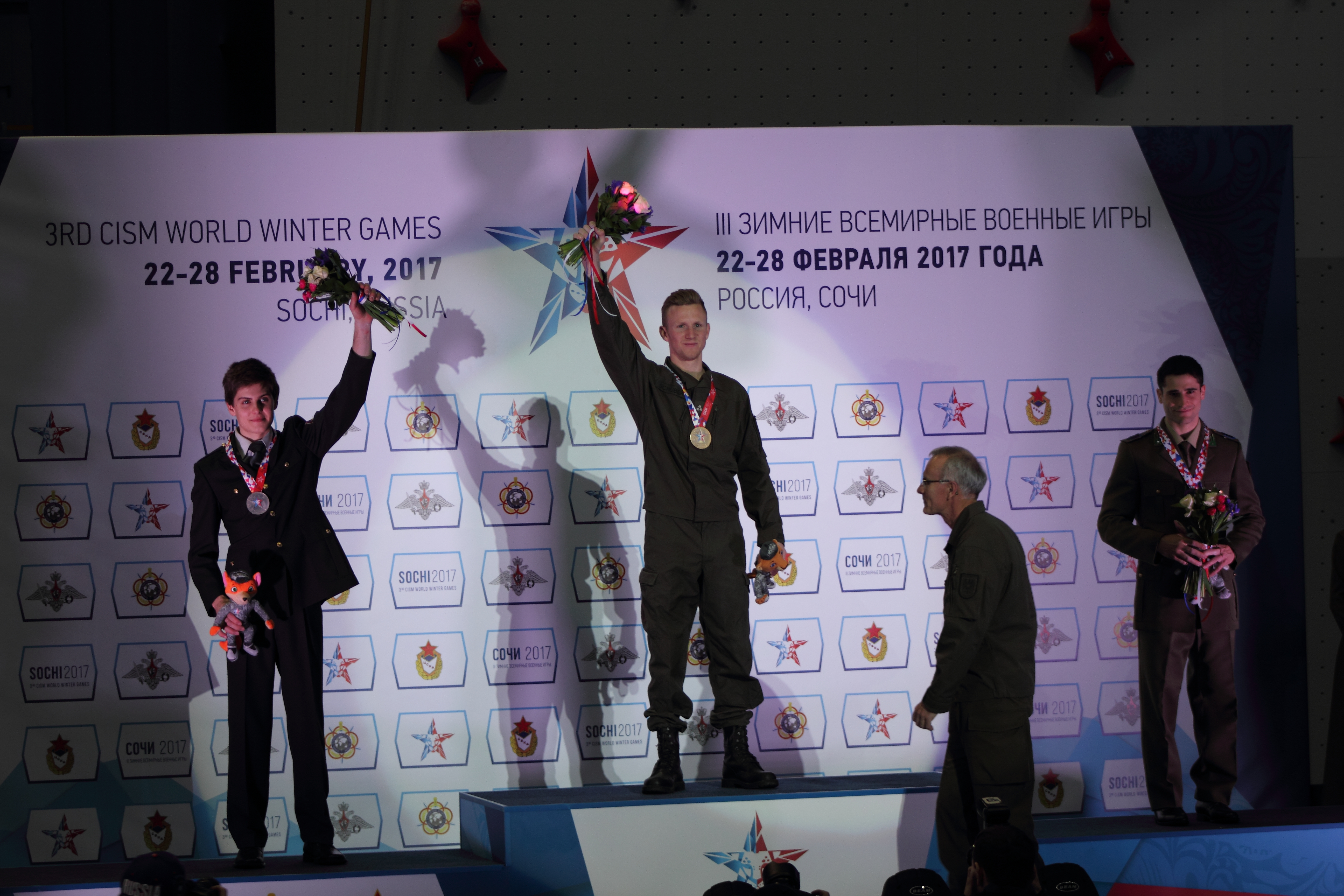
Soczi 2017. Podium w prowadzeniu. Stoją od lewej; Domen Škofic SLO (2 m.). Jakob Schubert AUT (1 m.) i Marcello Bombardi ITA (3 m.).

| Konkurencja                    | Złoto                    | Srebro                    | Brąz                       |
| prowadzenie szczegóły          | Austria · Jakob Schubert | Słowenia · Domen Škofic   | Włochy · Marcello Bombardi |
| bouldering szczegóły           | Rosja · Wadim Timonow    | Francja · Manuel Cornu    | Słowenia · Domen Škofic    |
| wspinaczka klasyczna szczegóły | Rosja · Siergej Luzeckij | Austria · Jakob Schubert  | Rosja · Wadim Timonow      |
| wspinaczka na czas szczegóły   | Rosja · Siergej Luzeckij | Włochy · Leonardo Gontero | Rosja · Wadim Timonow      |

## Klasyfikacja medalowa
* Gospodarz zawodów został zaznaczony tym kolorem.
| Miejsce           | Reprezentacja     | Złoto | Srebro | Brąz | Razem |
| ----------------- | ----------------- | ----- | ------ | ---- | ----- |
| 1                 | Rosja             | 5     | 1      | 4    | 10    |
| 2                 | Austria           | 3     | 3      | 0    | 6     |
| 3                 | Francja           | 0     | 2      | 0    | 2     |
| 4                 | Słowenia          | 0     | 1      | 3    | 4     |
| 5                 | Włochy            | 0     | 1      | 1    | 2     |
| Ogółem (5 państw) | Ogółem (5 państw) | 8     | 8      | 8    | 24    |